# Ли Жунчжао, Матвей
Матвей Ли Жунчжао (фр. Matthieu Ly Iun-ho; 14 сентября 1877 года, Китай — 4 августа 1935 года, Цзядин, Сычуань, Китай) — католический прелат, епископ, апостольский викарий Цзядина с 16 марта 1933 года по 4 августа 1935 год.

## Биография
22 января 1929 года был рукоположен в священника. 22 октября 1929 года был назначен префектом апостольской префектуры Ячжоу.
16 марта 1933 года Римский папа Пий XI назначил его титулярным епископом Тлоса и апостольским викарием Цзядина. 11 июня 1933 года в Риме состоялось рукоположение Матвея Ли Жунчжао в епископа, которое совершил Римский папа Пий XI в сослужении с титулярным архиепископом Теодозиополиса Аркадийского, апостольским администратором Харбина и апостольским делегатом в Китае Чельсо Бениньо Луиджи Костантини и кардиналом Карло Салотти.
Скончался 4 августа 1935 года в Цзядине.